# Baronía de Cárcer
La baronía de Cárcer es un título nobiliario español creado en 1437 por el rey Alfonso V de Aragón a favor de Pedro Martínez de Eslaba.
Este título fue rehabilitado en 1916 por el rey Alfonso XIII a favor de Joaquín Manglano y Cucaló de Montull (1892-1885), II (y después IV) barón de Beniomer, XVIII barón de Llaurí, G.E., II marqués de Altamira de Puebla, VI conde del Burgo de Lavezaro, como décimo quinto barón de Cárcer. 
Su denominación hace referencia al municipio de Cárcer, provincia de Valencia.

## Barones de Cárcer
|                                  | Titular                              | Periodo                          |
| Creación por Alfonso V de Aragón | Creación por Alfonso V de Aragón     | Creación por Alfonso V de Aragón |
| -------------------------------- | ------------------------------------ | -------------------------------- |
| I                                | Pedro Martínez de Eslaba             | 1437-                            |
| .                                | .                                    |                                  |
| Rehabilitación por Alfonso XIII  |                                      |                                  |
| XV                               | Joaquín Manglano y Cucaló de Montull | 1916-1975                        |
| XVI                              | Luis Manglano y Baldoví              | 1975-2021                        |

## Historia de los barones de Cárcer
- Pedro Martínez de Eslaba, I barón de Cárcer

(...)

Rehabilitado en 1916 por:
- Joaquín Manglano y Cucaló de Montull (1892-1985), XV barón de Cárcer, II (y después IV) barón de Beniomer, III barón de Llaurí, G.E., II marqués de Altamira de Puebla, VI conde del Burgo de Lavezaro. Político tradicionalista valenciano: presidente de la Junta Tradicionalista del Reino de Valencia, diputado a Cortes (1919-1920 y 1933-1936), procurador en Cortes (1943, y 1952-1967), alcalde de Valencia (1939-1943), doctor en Derecho y en Filosofía y Letras.

Casó, en 1922, con María del Pilar Baldoví y Miquel (1902-1999). De dicho matrimonio nacieron cinco hijos:
1. Joaquín Manglano y Baldoví (1923-2011), VII conde del Burgo de Lavezaro, IV barón de Llaurí, grande de España, XV barón de Alcalalí y San Juan de Mosquera, IV barón de Beniomer, IV Barón de Vallvert, Decano de la Soberana Orden Militar de Malta en España, Comendador de la Orden al Mérito Melitense. Casó, en 1961, con María del Dulce Nombre de Puig y Fontcuberta, con quien tuvo cinco hijos: a) Verónica Manglano de Puig (n.1962), V baronesa de Llaurí; b) Joaquín Manglano de Puig (n.1963) VIII conde del Burgo de Lavezaro; c) Marta Manglano de Puig (n.1966), V baronesa de Beniomer; d) Cristina Manglano de Puig (n.1970), V Baronesa de Vallvert; y e) Carmen Manglano de Puig (n.1976).
2. Gonzalo Manglano y Baldoví (n.1926), III marqués de Altamira de Puebla, Caballero de Honor y Devoción de la Soberana Orden Militar de Malta. Abogado. Casó en 1970 con Sylvia de Garay y Rodríguez-Bauzá (n.1943). Dos hijos: Gonzalo y Pablo.
3. Luis Manglano y Baldoví (n.1930), que sigue.
4. Javier Manglano y Baldoví (n.1932-1979), III barón de Beniomer, Caballero en Obediencia de la Soberana Orden Militar de Malta. Abogado. Soltero, sin descendencia.
5. Vicente Manglano y Baldoví (n.1933-1990), XIV barón de Alcalalí y San Juan de Mosquera; Caballero de Honor y Devoción, y Gran Cruz, de la Soberana Orden Militar de Malta. Doctor en Medicina. Soltero, sin descendencia.

En la baronía de Cárcer le sucedió, en 1975, por cesión inter vivos, su tercer hijo:
- Luis Manglano y Baldoví (1930-Valencia, 8 de abril de 2021),[3] XVI barón de Cárcer,[4] caballero de honor y devoción de la Soberana Orden Militar de Malta e ingeniero.

Sucedió su sobrina, hija de su hermano Joaquín Manglano y Baldoví:
- María Verónica Manglano Puig, XVII baronesa de Cárcer[5] y baronesa de Llaurí.[6]